# パラオ兵事区
パラオ兵事区（パラオへいじく）は、南洋諸島に設置された大日本帝国陸軍の兵事区の一つ。南洋諸島を管轄領域とし、パラオ陸軍兵事部が置かれ徴兵・召集等兵事事務を所掌した。

## 概要
1943年（昭和18年）、改正陸軍兵事部令において南洋諸島を担当区域とするパラオ兵事区およびパラオ陸軍兵事部が設置された。パラオ兵事区は台湾軍司令官の隷下とされサイパン支庁、パラオ支庁、ヤップ支庁を第1徴募区とし。

## パラオ陸軍兵事部長
| 代                 | 氏名               | 階級               | 在任期間           | 出典               |
| パラオ陸軍兵事部長 | パラオ陸軍兵事部長 | パラオ陸軍兵事部長 | パラオ陸軍兵事部長 | パラオ陸軍兵事部長 |
| ------------------ | ------------------ | ------------------ | ------------------ | ------------------ |
|                    | 寶滿盛文           | 大佐               | 1943.8.2 -         | [ 4 ] [ 5 ]        |